# Jowrnī
Jowrnī (persiska: جُرنی, Jornī, جورنی) är en ort i Iran.   Den ligger i provinsen Västazarbaijan, i den nordvästra delen av landet, 600 km väster om huvudstaden Teheran. Jowrnī ligger 1 500 meter över havet och antalet invånare är 366.
Terrängen runt Jowrnī är huvudsakligen kuperad. Jowrnī ligger nere i en dal. Runt Jowrnī är det ganska tätbefolkat, med 185 invånare per kvadratkilometer. Närmaste större samhälle är Silvana, 9,7 km nordväst om Jowrnī. Trakten runt Jowrnī består i huvudsak av gräsmarker.